# 1331
1331 (MCCCXXXI) fue un año común comenzado en martes del calendario juliano.

## Acontecimientos
- 8 de septiembre: Esteban Uroš IV Dušan se autoproclama rey de Serbia.
- 27 de septiembre: Batalla de Płowce entre los caballeros teutones y polacos.
- Inicio de la Guerra Genkō en Japón.

## Nacimientos
- 16 de febrero: Coluccio Salutati, líder político de Florencia. (m. 1406)
- 30 de abril: Gastón III de Foix-Bearne. (m. 1391)
- Blanca de Évreux, reina consorte de Francia. (m. 1398)

## Fallecimientos
- 14 de enero: Odorico de Pordenone, explorador italiano.
- 8 de septiembre: Esteban Uroš III Dečanski, rey de Serbia.
- 27 de octubre: Abu ul-Fida, geógrafo e historiador árabe.
- 30 de diciembre: Bernardo Gui, inquisidor.
- Matilde de Henao, princesa de Acaya.